# Goliszew (gromada)
Goliszew – dawna gromada, czyli najmniejsza jednostka podziału terytorialnego Polskiej Rzeczypospolitej Ludowej w latach 1954–1972.
Gromady, z gromadzkimi radami narodowymi (GRN) jako organami władzy najniższego stopnia na wsi, funkcjonowały od reformy reorganizującej administrację wiejską przeprowadzonej jesienią 1954 do momentu ich zniesienia z dniem 1 stycznia 1973, tym samym wypierając organizację gminną w latach 1954–1972.
Gromadę Goliszew z siedzibą GRN w Goliszewie utworzono – jako jedną z 8759 gromad na obszarze Polski – w powiecie kaliskim w woj. poznańskim, na mocy uchwały nr 22/54 WRN w Poznaniu z dnia 5 października 1954. W skład jednostki weszły obszary dotychczasowych gromad Goliszew, Garzew, Janków, Złotniki Małe i Złotniki Wielkie ze zniesionej gminy Zborów w tymże powiecie. Dla gromady ustalono 14 członków gromadzkiej rady narodowej.
29 lutego 1956 z gromady Goliszew wyłączono miejscowość Kolonia Złotniki Małe, włączając ją do gromady Długa Wieś w tymże powiecie.
Gromadę zniesiono 1 stycznia 1960, a jej obszar włączono do gromady Żelazków w tymże powiecie.